# Trigonopedia michaelis
Trigonopedia michaelis är en biart som först beskrevs av Heinrich Friese 1899.  Trigonopedia michaelis ingår i släktet Trigonopedia och familjen långtungebin. Inga underarter finns listade i Catalogue of Life.